# 灰毛粗筒苣苔
灰毛粗筒苣苔（学名：Briggsia agnesiae）为苦苣苔科马铃苣苔属下的一个种。